# 선천적 생식기 기형
선천적 성기 기형(Congenital anomalies of the genitalia)은 성기에 선천적으로 기형이 있는 것이다.

## 종류
- 간성
- 잠복고환
- 요도밑열림증
- 음경굽음
- 왜소음경증
- 음핵비대증
- 총배설강뒤집힘증
- 방광뒤집힘증
- 뮐러관 무발생
- 라이디히 세포 무발생

## 같이 보기
- 성분화 이상
- 선천적 스테로이드 대사 이상